# Joseph Hungbo
Joseph Oluwagbemiga Mayowa Hungbo (Lambeth, 15 gennaio 2000) è un calciatore inglese, centrocampista del Wigan.

## Carriera
Cresciuto calcisticamente nelle giovanili del Crystal Palace, inizia a giocare nel gennaio 2019, quando viene ceduto in prestito al Margate, in Isthmian League. Rientrato dal prestito, viene acquistato a titolo definitivo dal Watford, con il quale debutta in prima squadra il 23 gennaio 2020, giocando l'incontro di FA Cup perso 2-1 contro il Tranmere. Non trovando spazio, nel novembre 2020 viene ceduto in prestito all'Aldershot Town, in National League. Tuttavia, la sua permanenza in quest'ultimo club dura appena due mesi, poiché fa rientro al Watford, dove gioca fino al termine della stagione. Nell'estate del 2021 viene girato in prestito al Ross County, formazione della massima serie scozzese.

## Statistiche

### Presenze e reti nei club
Statistiche aggiornate al 2 ottobre 2024.
| Stagione            | Squadra           | Campionato      | Campionato | Campionato | Coppe nazionali | Coppe nazionali | Coppe nazionali | Coppe continentali | Coppe continentali | Coppe continentali | Altre coppe | Altre coppe | Altre coppe | Totale | Totale |
| Stagione            | Squadra           | Comp            | Pres       | Reti       | Comp            | Pres            | Reti            | Comp               | Pres               | Reti               | Comp        | Pres        | Reti        | Pres   | Reti   |
| ------------------- | ----------------- | --------------- | ---------- | ---------- | --------------- | --------------- | --------------- | ------------------ | ------------------ | ------------------ | ----------- | ----------- | ----------- | ------ | ------ |
| 2019-2020           | Watford           | PL              | 0          | 0          | FACup+CdL       | 1+0             | 0+0             | -                  | -                  | -                  | -           | -           | -           | 1      | 0      |
| nov. 2020-gen. 2021 | Aldershot Town    | CN              | 6          | 0          | FACup           | -               | -               | -                  | -                  | -                  | FAT         | -           | -           | 6      | 0      |
| gen.-giu. 2021      | Watford           | FLC             | 5          | 0          | FACup+CdL       | 1+1             | 0+0             | -                  | -                  | -                  | -           | -           | -           | 7      | 0      |
| 2021-2022           | Ross County       | SP              | 28+5       | 6          | CS+CdL          | 0+0             | 0+0             | -                  | -                  | -                  | -           | -           | -           | 33     | 6      |
| 2022-gen. 2023      | Watford           | FLC             | 7          | 0          | FACup+CdL       | 1+1             | 0+0             | -                  | -                  | -                  | -           | -           | -           | 9      | 0      |
| Totale Watford      | Totale Watford    | Totale Watford  | 12         | 0          |                 | 5               | 0               |                    | -                  | -                  |             | -           | -           | 17     | 0      |
| gen.-giu. 2023      | Huddersfield Town | FLC             | 14         | 3          | FACup+CdL       | 0+0             | 0+0             | -                  | -                  | -                  | -           | -           | -           | 14     | 3      |
| 2023-2024           | Norimberga        | 2L              | 17         | 0          | CG              | 0               | 0               | -                  | -                  | -                  | -           | -           | -           | 17     | 0      |
| 2024-2025           | Rotherham United  | FL1             | 6          | 0          | FACup+CdL       | 0+1             | 0+0             | -                  | -                  | -                  | FLT         | -           | -           | 7      | 0      |
| Totale carriera     | Totale carriera   | Totale carriera | 83+5       | 9          |                 | 6               | 0               |                    | -                  | -                  |             | -           | -           | 94     | 9      |